# Armand Loreau
Pour les articles homonymes, voir Loreau.
Armand Loreau, né le 30 juillet 1931 à Decize et mort le 11 janvier 2022 à Cargèse, est un céiste français.

## Palmarès

### Jeux olympiques
- Jeux olympiques de 1952 à Helsinki :
  - 4e de la finale du C-2 1 000 m avec Georges Dransart

### Championnats du monde
- Championnats du monde de course en ligne de canoë-kayak de 1950 à Copenhague :
  -  Médaille d'argent en C-2 1 000 m avec Georges Dransart
  -  Médaille d'argent en C-2 10 000 m avec Georges Dransart